# 布倫訥林山
47°49′4″N 13°34′46″E / 47.81778°N 13.57944°E

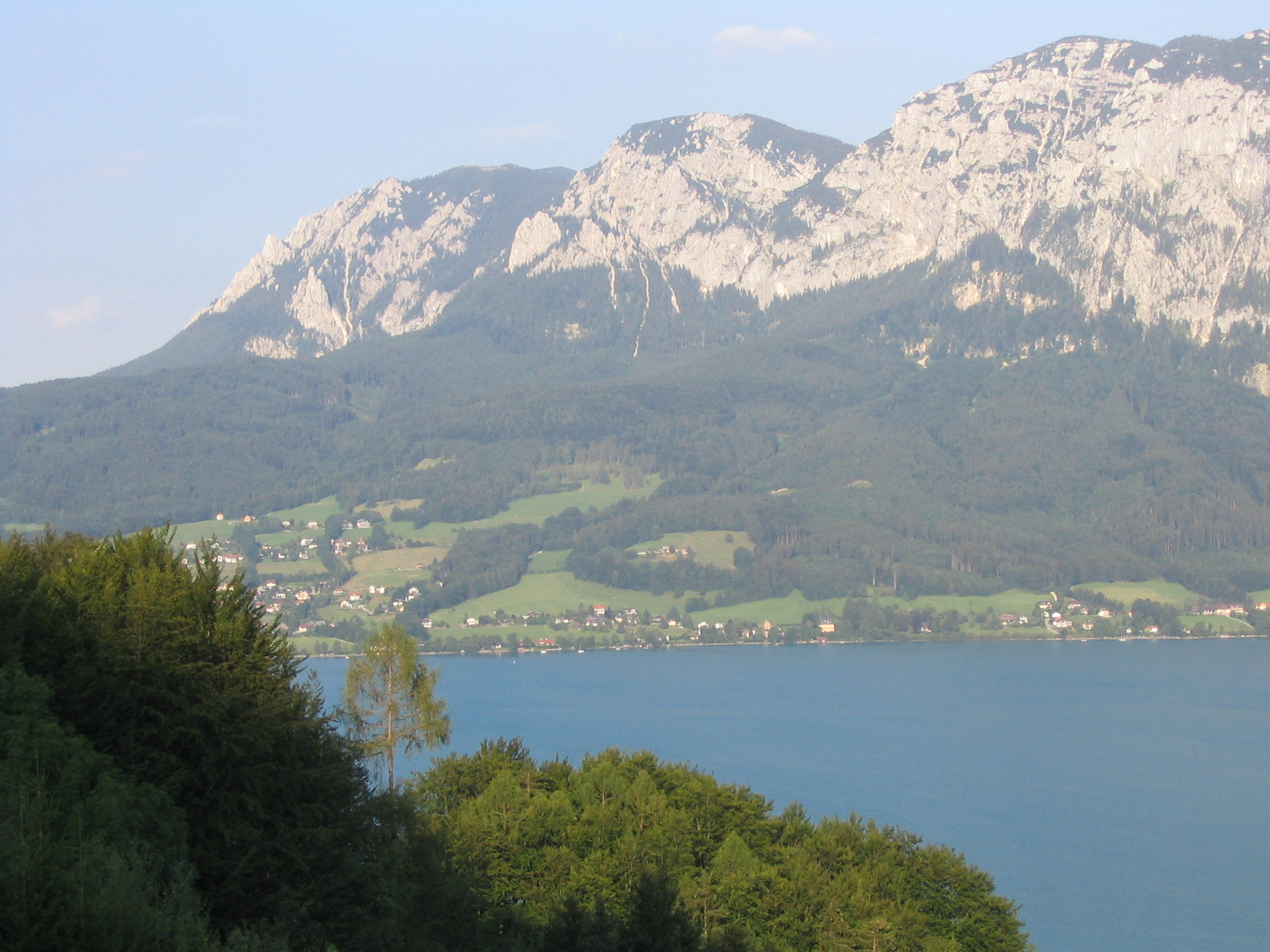

布倫訥林山（德語：Brennerin），是奧地利的山峰，位於該國北部，由上奧地利州負責管轄，屬於赫倫格山的一部分，海拔高度1,602米，每年平均降雨量1,801毫米。